# تیم ملی بسکتبال زنان ایران
تیم ملی بسکتبال زنان ایران، یکی از تیم‌های ملی کشور ایران در رشتهٔ بسکتبال است.

## تاریخچه

### تأسیس تیم و نخستین مسابقه
پاییز سال ۱۳۴۴ (۱۹۶۵ میلادی), نخستین تیم ملی بسکتبال بانوان ایران تشکیل شد. تا در راستای افزایش ارتباطات اجتماعی و فرهنگی با همسایهٔ شمال غربی، عازم ترکیه گردد. فریدون شریف‌زاده در مقام سرپرست و آقای کریم زاده (داور بین‌المللی بسکتبال ایران) به عنوان مربی، همراهان تیم ایران بودند. بر پایه برنامه از پیش تعیین شده، آنها می‌بایست به سه شهر کینه، بلو و استانبول سفر نموده و در هر یک از شهرها، یک مسابقه دوستانه برگزار نمایند. اولین تیم ملی ایران شامل ۱۲ دختر بسکتبالیست از باشگاه‌های شریف، تهران‌جوان، تاج، انجمن و آرارات بودند. اعضای این تیم عبارتند از زیبا افلاطون، ایرن نیکوغوسیان، نینا زرگر صالح، مینا محبی، مهشید نونهالی، لیلا امامی، اعظم اسکندری (کاپیتان)، فریدون شریف (مربی)، عصمت احمد خانی، فرشته گلستانه، ساتیک دومانیان، مینا رکنی و سیمین شفیقی بودند.
نخستین مسابقهٔ تیم ملی بسکتبال بانوان ایران در ساعت ۹ شب سه شنبه ۲ آذر ۱۳۴۴ در سالن ورزشی و سر پوشیده شهر کینه در مقابل تیم ترکیه برگزار شد. اولین ترکیب تیم ملی ایران شامل اعظم اسکندری (کاپیتان)، ایرن نیکوغوسیان، نینا زرگر صالح، مینا رکنی، فرشته گلستانه بود. اولین امتیاز تیم ملی ایران را مینا رکنی به‌دست‌آورد. این مسابقه با نتیجه ۳۰ بر ۲۳ به سود ترکیه به پایان رسید.

### مسابقات قهرمانی آسیا ۱۹۷۴ - کره‌جنوبی

تیم ملی بسکتبال ایران در مسابقات قهرمانی آسیا در کره‌جنوبی در سال ۱۹۷۴ (۱۳۵۳ شمسی). به‌ترتیب از راست: نامعلوم، ژنیک شهبازیان، دیانا آوانسیان، سهیلا روحانی، زیبا افلاطون (کاپیتان) و اولین آواکیان.

تیم ملی بسکتبال زنان ایران در مسابقات قهرمانی آسیا در کره‌جنوبی ١٩٧٤. نشسته از راست: آیلین ملکیان، سهیلا روحانی، ژنیک شهبازیان، پری نقی‌پور، استلا مددیان، مهین کوره‌چیان، زیبا افلاطون و مارو آوانسیان. ایستاده از راست: مهوش طباطبایی، اِولین آواکیان، هوسیک غوکاسیان، شیرالیو (مربی رومانیایی)، وزیر ورزش کره جنوبی، محمود عدل، حسن ذوالفقاری، پروانه بدراصفهانی و فرزانه نوربخش.

این اولین و آخرین حضور ایران در مسابقات قهرمانی آسیا بود. تیم ایران در مرحله گروهی با دو پیروزی برابر ویتنام‌جنوبی و هنگ‌کنگ و یک شکست برابر کره‌جنوبی به دور نهایی راه یافت. در مرحله نهایی با شکست برابر تیم‌های ژاپن، کره‌جنوبی و تایوان به مقام چهارمی آسیا رسید. از بازیکنان این تیم می‌توان از ژنیک شهبازیان، دیانا آوانسیان، سهیلا روحانی، زیبا افلاطون (کاپیتان) و اولین آواکیان نام برد.

### مسابقات آسیایی ۱۹۷۴ - تهران
تیم ایران با ۴ شکست در این مسابقات به مقام پنجمی رسید. از بازیکنان این تیم می‌توان از سهیلا روحانی نام برد.

### پس از انقلاب

#### مسئله حجاب
پس از انقلاب ۵۷ تیم ملی بسکتبال بانوان ایران به دلیل حجاب اسلامی اجازه حضور در میدان‌ها بین‌المللی را نداشت. فدراسیون جهانی، بازی با شلوار و استفاده از کلاه را غیرقانونی می‌داند. بر این اساس، آخرین حضور ایران در بازی‌های آسیایی، در دوره پهلوی و در سال ۱۳۵۳ بود. بهمن ۱۳۹۳ فدراسیون جهانی بسکتبال فرصتی دو ساله برای حضور آزمایشی بانوان ایرانی در مسابقات بین‌المللی داد که طولانی شدن تدارک فدراسیون بسکتبال ایران برای شرکت در مسابقات بین‌المللی انتقاداتی را در پی داشته‌است.

#### عدم فعالیت بین‌المللی تیم ملی
تا پیش از سال ۱۳۹۵، آخرین اعزام تیم ملی در سال ۱۳۸۷ صورت گرفت و تیم ملی راهی سوریه شد تا با غلبه بر عراق و دو شکست از لبنان و سوریه به عنوان چهارم غرب آسیا برسد. تیم ملی برای سال‌ها از طرف فدراسیون بسکتبال به ریاست محمود مشحون به هیچ مسابقاتی اعزام نشد و طی این مدت حتی میزبانی ایران در مسابقات غرب آسیا لغو شده و فدراسیون بسکتبال دلیل این امر را حضور مربیان و داوران مرد در تیم‌های خارجی دانسته.
در سال ۱۳۹۵ یک تیم سه نفره با هزینه شخصی به نمایندگی از ایران در رقابت چند جانبه ترکمنستان زیر نظر فدراسیون جهانی شرکت کرد و موفق به کسب پیروزی در مقابل قزاقستان نیز شدند. دلارام وکیلی، سعیده علی، گلاره کاکاون‌پور، سحر نجفی و آزاده معینی از ستارگان زن بسکتبال ایران بودند که با تیم گاز هم به مقام قهرمانی لیگ برتر رسیدند. آنها با سرمربیگری فرانک طیاری عازم عشق آباد شدند.

#### مسابقات غرب آسیا ۲۰۱۹
تیم ایران پس از قبول کردن مسابقه با حجاب اسلامی توسط فدراسیون بسکتبال توانست در سال ۱۳۹۸ در مسابقات بسکتبال غرب آسیا شرکت کند تا برای اولین بار پس از انقلاب ۱۳۵۷ به صورت رسمی در یک رقابت بین‌المللی شرکت کرده باشد. پیش از این، این مسابقات با حضور دیگر کشورهای اسلامی که بدون حجاب مسابقه می‌دادند برگزار می‌شد. در این مسابقات نیز دیگر کشورهای اسلامی بدون حجاب مسابقه می‌دادند. تیم ایران در این مسابقات با ۲ شکست برابر لبنان و سوریه و دو پیروزی برابر اردن میزبان توانست در بین چهار تیم به مقام سوم و مدال برنز برسد. اعضای تیم ایران در این مسابقات عبارت بودند از: فائزه شهریاری، کیمیا یزدیان طهرانی، دلارام وکیلی، گلشید امیدیان، روژانو محمودی، ادنا عیسائیان، شادی عبدالوند، شیدا شجاعی، عسل پورحیدری و مریم ایزدبین از تهران، مژگان خدادادی از قزوین و معصومه اسماعیل‌زاده از اصفهان، به سرمربی‌گری شایسته متشرعی. ادنا عیسائیان، معصومه اسماعیل‌زاده، دلارام وکیلی و شادی عبدالوند از تاثیرگذارترین بازیکنان ایران در این مسابقات بودند.

## رقابتها

### بازی‌های المپیک
| سال          | رتبه      | بازی | برد | باخت |
| ------------ | --------- | ---- | --- | ---- |
| ۱۹۷۶ تا ۲۰۲۰ | حاضر نبود | -    | -   | -    |
| ۲۰۲۴         |           |      |     |      |
| مجموع        |           |      |     |      |

### جام‌جهانی بسکتبال زنان
| سال          | رتبه      | بازی | برد | باخت |
| ------------ | --------- | ---- | --- | ---- |
| ۱۹۵۳ تا ۲۰۱۸ | حاضر نبود | -    | -   | -    |
| ۲۰۲۲         |           |      |     |      |
| مجموع        |           |      |     |      |

### جام بسکتبال قهرمانی زنان آسیا
| سال          | رتبه      | بازی | برد | باخت |
| ------------ | --------- | ---- | --- | ---- |
| ۱۹۶۵ تا ۱۹۷۲ | حاضر نبود | -    | -   | -    |
| ۱۹۷۴         | چهارم     | ۷    | ۳   | ۴    |
| ۱۹۷۶ تا ۲۰۱۷ | حاضر نبود | -    | -   | -    |
| ۲۰۱۹         |           |      |     |      |
| مجموع        | ۱/۲۷      | ۷    | ۳   | ۴    |

### بازی‌های آسیایی
| سال          | رتبه      | بازی | برد | باخت |
| ------------ | --------- | ---- | --- | ---- |
| ۱۹۷۴         | پنجم      | ۴    | ۰   | ۴    |
| ۱۹۷۸ تا ۲۰۱۸ | حاضر نبود | -    | -   | -    |
| ۲۰۲۲         | -         | -    | -   | -    |
| مجموع        | ۱/۱۱      | ۴    | ۰   | ۴    |

### بسکتبال قهرمانی غرب آسیا
| سال        | مکان       | بازی | برد | باخت |
| ---------- | ---------- | ---- | --- | ---- |
| پیش از این | حضور نداشت |      |     |      |
| ۲۰۱۹       | سوم        | ۴    | ۲   | ۲    |
| مجموع      |            | ۴    | ۲   | ۲    |

دو دوره در سال ۱۳۸۶ و ۱۳۸۷ هم در غرب آسیا شرکت کرده بود. قبل از آن دو دوره مسابقات همبستگی زنان اسلامی هم در ایران شرکت کرده بود.

### ویلیام جونز
1. اولین حضور ۲۰۲۳

### دوستانه

#### ۲۰۲۳
1. ایران ۷۱ - ۴۵ اردن ۲۱ ژوئیه ۲۰۲۳ اردن [۱۸]
2. ایران ۵۷ - ۵۴ اردن ۲۲ ژوئیه ۲۰۲۳ اردن [۱۹]
3. ایران ۶۲ - ۵۵ اردن ۲۴ ژوئیه ۲۰۲۳ اردن [۲۰]
4. ایران ۵۹ - ۵۸ اردن ۲۵ ژوئیه ۲۰۲۳ اردن [۲۱]

## ترکیب کنونی[۲۲]
- دلارام وکیلی
- ناهیده اسدی
- مهلا عابدی
- شیدا شجاعی
- کیمیا یزدیان طهرانی
- نگین رسولی‌پور
- رکسانا برهمن
- غزل زمانی
- فرناز خدامرادی
- فائزه شهریاری
- مهسا کرانی
- آیدا گل‌محمدی
- النی کاپوچیانی (سرمربی)

## ترکیب پیشین
بازیکنان دعوت شده به اردوی آماده‌سازی تیم ملی بسکتبال بانوان ایران جهت حضور در رقابت‌های قهرمانی بانوان غرب آسیا در لبنان:
| شماره | نام بازیکن          | نقش | قد  |
| ۱     | فائزه شهریاری       | PG  | ۱۷۵ |
| ۲     | آنیتا فتح الهی      |     |     |
| ۳     | دلارام وکیلی        | PF  | ۱۸۵ |
| ۴     | کیمیا یزدیان طهرانی | SF  | ۱۸۰ |
| ۵     | گلشید امیدیان       | C   | ۱۹۱ |
| ۶     | شادی عبدالوند       | PG  | ۱۷۲ |
| ۷     | آتنا جعفرزاده       |     |     |
| ۸     | نرگس اشرفی          |     |     |
| ۹     | نگین رسولی‌پور       | PF  | ۱۷۵ |
| ۱۰    | شیدا شجاعی          | SG  |     |
| ۱۱    | آیدا گل محمدی       | C   | ۱۹۴ |
| ۱۲    | زینب غفاری          |     |     |
| ۱۳    | آناهیس خداوردیان    | PG  | ۱۶۹ |
| ۱۴    | مهلا عابدی          |     |     |
| ۱۵    | ناهیده اسدی         |     |     |
| ۱۶    | ایلناز مظهری        |     |     |
| ۱۷    | غزل محسنی           |     |     |

| پست      | نام           |
| -------- | ------------- |
| سرمربی   | ندا عسگرنیا   |
| آنالیزور | مژگان خدادادی |
| سرپرست   | بلقیس عادلی   |
| مدیر     | فریده هادوی   |

## اسامی بازیکنان تیم ملی بسکتبال سه نفره
دعوت شدگان به اردوی آماده‌سازی تیم ملی بسکتبال سه نفره بانوان جهت حضور در بازی‌های همبستگی اسلامی ۲۰۲۱ عبارت است از:
| شماره | نام بازیکن          | باشگاه               |
| ----- | ------------------- | -------------------- |
| ۱     | آناهیس خداوردیان    | شیمیدُر قم            |
| ۲     | شادی عبدالوند       | شیمیدُر قم            |
| ۳     | ناهیده اسدی         | شهرداری گرگان        |
| ۴     | فاطمه آقازادگان     | شورا و شهرداری قزوین |
| ۵     | نگین رسولی‌پور       | بهمن تهران           |
| ۶     | کیمیا یزدیان طهرانی | شهرداری گرگان        |
| ۷     | زینب غفاری          | شورا و شهرداری قزوین |
| ۸     | آیدا گل‌محمدی        | تیروژ کردستان        |
| ۹     | غزل محسنی           | اکسون                |

| سرمربی: | افسانه حسن نایبی |
| مربی:   | شادی عادلی       |
| سرپرست: | صنم کوهی         |